# Dolving
Dolving är en kommun i departementet Moselle i regionen Grand Est (tidigare regionen Lorraine) i nordöstra Frankrike. Kommunen ligger i kantonen Fénétrange som tillhör arrondissementet Sarrebourg. År 2022 hade Dolving 341 invånare.

## Befolkningsutveckling
Antalet invånare i kommunen Dolving
| Referens: INSEE |